# Vlietepolder
De Vlietepolder was een polder en een waterschap in de gemeente Wissenkerke op Noord-Beveland, in de Nederlandse provincie Zeeland.
Op 12 maart 1686 kreeg de Ambachtsheer van Rillant, Weele en Vliete het octrooi voor de bedijking van enkele schorren ten noorden van de Wissekerkepolder en ten zuiden van de Nieuw 's-Gravenhoekpolder. De polder werd door de bedijking van de Thoornpolder in 1697 een binnenpolder. Op 10 januari 1743 ging de Nieuw 's-Gravenhoekpolder voorgoed verloren en werd de Vlietepolder weer zeewerend. In 1780 verdronk ook de aanliggende Ouweleckpolder. 
Door de hoge kosten van het onderhoud van de zeewering werd op 25 oktober 1809 de polder calamiteus verklaard. Dit werd op 16 augustus 1871 herhaald. In hetzelfde jaar werd het beheer van de zeedijken ondergebracht bij het waterschap Waterkering Vlietepolder. 
In 1928 sloot de Vlietepolder zich aan bij het afwateringswaterschap Willempolder c.a.. 